# جک هینشلوود
جک هینشلوود (انگلیسی: Jack Hinshelwood؛ زادهٔ ۱۱ آوریل ۲۰۰۵) بازیکن فوتبال است.
وی همچنین در تیم‌های ملی فوتبال زیر ۱۸ سال انگلستان و زیر ۱۹ سال انگلستان بازی کرده‌است.